# Quercus stewardiana
Quercus stewardiana är en bokväxtart som beskrevs av Aimée Antoinette Camus. Quercus stewardiana ingår i släktet ekar, och familjen bokväxter. Inga underarter finns listade i Catalogue of Life.